# Heinrich Hertel
Pour les articles homonymes, voir Hertel.
Heinrich Hertel (né le 13 novembre 1901 à Düsseldorf et décédé le 5 décembre 1982), est un ingénieur aéronautique allemand.

## Biographie
Après avoir obtenu son diplôme d'ingénieur à l'université technique de Munich, il rejoint la société Junkers en 1926. En 1932, il est recruté par Ernst Heinkel au sein de son entreprise, Ernst Heinkel Flugzeugwerke, et deux ans plus tard, il est nommé directeur technique de la société. Il supervise alors de nombreux projets, dont les Heinkel He 100 et Heinkel He 111.
En mai 1939, il revient dans l'entreprise Junkers, au conseil d'administration, où il est étroitement lié au développement des Junkers Ju 288 et Junkers Ju 248. En février 1945, il travaille également sur le projet du Dornier Do 635, un Dornier Do 335 bipoutre, mais le projet fut annulé en 1945.
Après la Seconde Guerre mondiale, Hertel travaille en France avant de retourner en Allemagne en 1950 pour enseigner l'aéronautique à Berlin. De 1959 jusqu'à sa retraite en 1977, il travaille comme consultant technique pour Focke-Wulf à Brême.